# Danh sách Bí thư tỉnh thành Việt Nam nhiệm kỳ 2005–2010
Dưới đây là danh sách Bí thư các tỉnh và thành phố trực thuộc trung ương của Việt Nam nhiệm kì 2005-2010. Tất cả đều là Đảng viên Đảng Cộng sản Việt Nam.

## Danh sách
- Trong mục ghi chú là chức vụ lúc đắc cử (ngoài chức Bí thư).
- tái đắc cử từ nhiệm kì trước (2000-2005)
- tái đắc cử nhiệm kì sau (2010-2015)
- tái đắc cử từ nhiệm kì trước và tái đắc cử nhiệm kì sau

| Tỉnh/TP           | Họ và tên                     | Năm sinh  | Nguyên quán       | Nhiệm kì               | Ghi chú                                                |
| ----------------- | ----------------------------- | --------- | ----------------- | ---------------------- | ------------------------------------------------------ |
| TP Hà Nội         | Nguyễn Phú Trọng              | 1944      | Hà Nội            | 6/1/2000 - 26/6/2006   | Ủy viên Bộ Chính trị                                   |
| TP Hà Nội         | Phạm Quang Nghị               | 1949      | Thanh Hóa         | 28/6/2006 - 5/2/2016   | Ủy viên Bộ Chính trị                                   |
| TP Hồ Chí Minh    | Nguyễn Minh Triết             | 1942      | Bình Dương        | 6/1/2000 - 27/6/2006   | Ủy viên Bộ Chính trị                                   |
| TP Hồ Chí Minh    | Lê Thanh Hải                  | 1950      | Tiền Giang        | 28/6/2006 - 5/2/2016   | Ủy viên Bộ Chính trị                                   |
| TP Hải Phòng      | Nguyễn Văn Thuận              |           |                   | 2003 - 1/12/2010       |                                                        |
| TP Đà Nẵng        | Nguyễn Bá Thanh               | 1953-2015 | Đà Nẵng           | 23/6/2003 - 19/2/2013  | [ 4 ] [ 5 ]                                            |
| TP Cần Thơ        | Nguyễn Tấn Quyên              | 1953      | Trà Vinh          | 25/11/2005 - 9/2/2011  | Ủy viên Trung ương Đảng                                |
| An Giang          | Nguyễn Hoàng Việt             | 1953      | An Giang          | 12/2005 - 12/2009      |                                                        |
| An Giang          | Võ Thanh Khiết                | 1952      | An Giang          | 12/2009 - 18/10/2010   |                                                        |
| Bà Rịa – Vũng Tàu | Nguyễn Tuấn Minh              | 1953      | Bà Rịa – Vũng Tàu | 1/3/2005 - 23/10/2015  | Ủy viên Trung ương Đảng                                |
| Bạc Liêu          | Phan Tấn Đạt (Phan Quốc Hưng) | 1949      | Bạc Liêu          | 12/2000 - 10/2010      |                                                        |
| Bắc Giang         | Đào Xuân Cần                  | 1952      | Bắc Giang         | 4/2005 - 3/8/2010      | [ 6 ]                                                  |
| Bắc Giang         | Nông Quốc Tuấn                | 1963      | Bắc Kạn           | 3/8/2010 - 4/6/2012    |                                                        |
| Bắc Kạn           | Mai Thế Dương                 | 1954      | Bắc Kạn           | 12/2005 - 9/11/2009    | [ 7 ]                                                  |
| Bắc Kạn           | Dương Đình Hân                | 1954      | Bắc Kạn           | 9/11/2009 - 13/5/2010  | [ 8 ] [ 9 ]                                            |
| Bắc Kạn           | Nguyễn Xuân Cường             | 1959      | Hà Tây            | 13/5/2010 - 31/1/2013  | 12 năm 2005 – tháng 10 năm 2007                        |
| Bắc Ninh          | Nguyễn Thế Thảo               | 1952      | Bắc Ninh          | 9/2003 - 3/10/2007     | Ủy viên Trung ương Đảng                                |
| Bắc Ninh          | Nguyễn Công Ngọ               | 1954      | Bắc Ninh          | 3/10/2007 - 21/2/2011  | [ 12 ] [ 13 ]                                          |
| Bến Tre           | Huỳnh Văn Be                  | 1949      | Bến Tre           | 11/2005 - 19/10/2010   |                                                        |
| Bình Dương        | Mai Thế Trung                 | 1954      | Bình Dương        | 7/2004 - 27/10/2015    |                                                        |
| Bình Định         | Nguyễn Xuân Dương             | 1948      | Bình Định         | 21/8/2002 - 30/6/2008  | [ 14 ] [ 15 ]                                          |
| Bình Định         | Vũ Hoàng Hà                   | 1951      | Bình Định         | 1/7/2008 - 10/2010     | Ủy viên Trung ương Đảng                                |
| Bình Phước        | Nguyễn Hữu Luật               | 1947      | Quảng Ngãi        | 1/2001 - 31/10/2007    |                                                        |
| Bình Phước        | Nguyễn Tấn Hưng               | 1955      | Bình Phước        | 1/11/2007 - 22/10/2015 | Ủy viên Trung ương Đảng                                |
| Bình Thuận        | Huỳnh Văn Tí                  | 1956      | Bình Thuận        | 9/12/2005 - 3/4/2015   | [ 16 ]                                                 |
| Cà Mau            | Võ Thanh Bình                 |           | Cà Mau            | 10/2005 - 9/9/2008     |                                                        |
| Cà Mau            | Nguyễn Tuấn Khanh             | 1954      | An Giang          | 9/9/2008 - 29/9/2010   | Ủy viên Trung ương Đảng                                |
| Cao Bằng          | Nguyễn Thị Nương              | 1955      | Cao Bằng          | 12/2005 - 21/10/2010   |                                                        |
| Đắk Lắk           | Niê Thuật                     | 1956      | Đắk Lắk           | 14/12/2005 - 24/9/2015 |                                                        |
| Đắk Nông          | Phan Tuấn Pha                 |           |                   | 12/2005 - 16/9/2010    |                                                        |
| Đồng Nai          | Trần Đình Thành               | 1955      | Bà Rịa – Vũng Tàu | 29/11/2004 - 29/9/2015 |                                                        |
| Đồng Tháp         | Huỳnh Minh Đoàn               | 1953      | Đồng Tháp         | 7/4/2001 – 20/10/2010  |                                                        |
| Điện Biên         | Trịnh Long Biên               | 1948      | Bắc Giang         | 1/2000 - 16/5/2008     |                                                        |
| Điện Biên         | Lò Mai Trinh                  | 1957      | Điện Biên         | 16/5/2008 - 15/10/2015 |                                                        |
| Gia Lai           | Hà Sơn Nhin                   | 1954      | Gia Lai           | 12/2005 - 10/2015      |                                                        |
| Hà Giang          | Hoàng Minh Nhất               | 1952      | Hà Giang          | 12/2005 - 3/10/2010    |                                                        |
| Hà Nam            | Đinh Văn Cương                | 1952-2016 | Hà Nam            | 12/2005 - 15/10/2010   |                                                        |
| Hà Tĩnh           | Trần Đình Đàn                 | 1951      | Hà Tĩnh           | 12/2005 - 6/2007       |                                                        |
| Hà Tĩnh           | Nguyễn Thanh Bình             | 1957      | Hà Tĩnh           | 6/2007 - 9/2/2015      | [ 17 ]                                                 |
| Hải Dương         | Bùi Thanh Quyến               | 1956      | Hải Dương         | 12/2005 - 10/2015      |                                                        |
| Hậu Giang         | Nguyễn Phong Quang            | 1949      | Cần Thơ           | 10/2005 - 30/9/2010    |                                                        |
| Hòa Bình          | Trần Lưu Hải                  | 1953      | Phú Thọ           | 12/2005 - 9/2007       |                                                        |
| Hòa Bình          | Hoàng Việt Cường              |           | Hòa Bình          | 19/10/2007 - 12/2013   | [ 18 ]                                                 |
| Hưng Yên          | Nguyễn Đình Phách             | 1954      | Hưng Yên          | 21/12/2005 - 2008      | [ 19 ]                                                 |
| Hưng Yên          | Cao Văn Cường                 |           |                   | 2008 - 28/2/2010       | [ 19 ] [ 20 ]                                          |
| Hưng Yên          | Nguyễn Văn Cường              | 1953      | Hưng Yên          | 19/3/2010 - 15/3/2013  | [ 20 ] [ 21 ]                                          |
| Khánh Hòa         | Nguyễn Văn Tự                 | 1949-2019 | Khánh Hòa         | 2001 - 30/9/2010       |                                                        |
| Kiên Giang        | Trương Quốc Tuấn              | 1953      | Bạc Liêu          | 3/2003 - 23/9/2010     |                                                        |
| Kon Tum           | Y Vêng                        | 1950      | Kon Tum           | 10/2004 - 5/10/2010    | [ 22 ]                                                 |
| Lai Châu          | Nguyễn Minh Quang             | 1953      | Hà Tĩnh           | 1/5/2005 - 8/3/2010    |                                                        |
| Lai Châu          | Lò Văn Giàng                  | 1956      | Điện Biên         | 8/3/2010 - 2/3/2015    |                                                        |
| Lạng Sơn          | Hoàng Công Hoàn               | 1959      | Lạng Sơn          | 11/2003 - 3/2006       | [ 23 ]                                                 |
| Lạng Sơn          | Vũ Huy Hoàng (quyền)          | 1953      | Hải Phòng         | 3/2006 - 4/2006        | [ 23 ]                                                 |
| Lạng Sơn          | Vũ Huy Hoàng                  | 1953      | Hải Phòng         | 4/2006 - 8/2007        | [ 23 ]                                                 |
| Lạng Sơn          | Phùng Thanh Kiểm              | 1958      | Lạng Sơn          | 30/8/2007 - 29/10/2015 | 21 tháng 12 năm 2005 – 4 tháng 3 năm 2010              |
| Lào Cai           | Bùi Quang Vinh                | 1953      | Hà Nội            | 21/12/2005 - 4/3/2010  |                                                        |
| Lào Cai           | Nguyễn Hữu Vạn                | 1956      | Thái Bình         | 4/3/2010 - 24/5/2013   |                                                        |
| Lâm Đồng          | Nguyễn Văn Đẳng               | 1949      | Phú Yên           | 7/2003 - 7/2007        | Ủy viên Trung ương Đảng                                |
| Lâm Đồng          | Huỳnh Phong Tranh             | 1955      | Hậu Giang         | 10/9/2007 - 7/9/2011   | Ủy viên Trung ương Đảng                                |
| Long An           | Trương Văn Tiếp               | 1951      | Long An           | 2004 - 20/10/2010      |                                                        |
| Nam Định          | Chu Văn Đạt                   | 1952      | Nam Định          | 11/2005 - 24/9/2010    |                                                        |
| Nghệ An           | Nguyễn Thế Trung              | 1953      | Nghệ An           | 12/2005 - 10/7/2009    | [ 24 ] [ 25 ]                                          |
| Nghệ An           | Trần Văn Hằng                 | 1953      | Nghệ An           | 10/7/2009 - 17/10/2010 | Ủy viên Trung ương Đảng                                |
| Ninh Bình         | Đinh Văn Hùng                 | 1953      | Ninh Bình         | 1/2006 - 14/10/2010    | 10/2010 bị kỉ luật Cảnh cáo, nghỉ công tác để nghỉ hưu |
| Ninh Bình         | Đinh Tiến Dũng                | 1961      | Ninh Bình         | 14/10/2010 - 2/8/2011  |                                                        |
| Ninh Thuận        | Nguyễn Văn Giàu               | 1957      | An Giang          | 12/2005 - 8/2007       |                                                        |
| Ninh Thuận        | Trương Xuân Thìn              |           |                   | 8/2007 - 15/9/2010     |                                                        |
| Phú Thọ           | Ngô Đức Vượng                 | 1949      | Phú Thọ           | 12/2005 - 10/2010      |                                                        |
| Phú Yên           | Đào Tấn Lộc                   | 1953      | Phú Yên           | 9/3/2006 - 16/10/2015  | [ 27 ]                                                 |
| Quảng Bình        | Hà Hùng Cường                 | 1953      | Vĩnh Phúc         | cuối 2004 - 8/2007     |                                                        |
| Quảng Bình        | Lương Ngọc Bính (quyền)       | 1955      | Quảng Bình        | 8/2007 - 29/4/2009     | [ 28 ]                                                 |
| Quảng Bình        | Lương Ngọc Bính               | 1955      | Quảng Bình        | 29/4/2009 - 1/10/2015  | [ 28 ]                                                 |
| Quảng Nam         | Vũ Ngọc Hoàng                 | 1953      | Quảng Nam         | 8/2001 - 28/2/2008     |                                                        |
| Quảng Nam         | Nguyễn Đức Hải                | 1961      | Quảng Nam         | 28/2/2008 - 27/2/2015  |                                                        |
| Quảng Ngãi        | Hồ Nghĩa Dũng                 | 1950      | Đà Nẵng           | 4/9/2002 - 7/2006      | Ủy viên Trung ương Đảng                                |
| Quảng Ngãi        | Phạm Đình Khối (quyền)        | 1950      | Quảng Ngãi        | 14/7/2006 - 18/5/2007  | [ 29 ] [ 30 ]                                          |
| Quảng Ngãi        | Phạm Đình Khối                | 1950      | Quảng Ngãi        | 18/5/2007 - 31/5/2010  | [ 29 ] [ 30 ]                                          |
| Quảng Ngãi        | Nguyễn Hòa Bình               | 1958      | Quảng Ngãi        | 5/6/2010 - 11/8/2011   | [ 29 ] [ 30 ]                                          |
| Quảng Ninh        | Nguyễn Văn Quynh              | 1953      | Hải Phòng         | 11/2005 - 10/2007      |                                                        |
| Quảng Ninh        | Nguyễn Duy Hưng               | 1950      | Hải Dương         | 1/11/2007 - 3/2010     | [ 31 ]                                                 |
| Quảng Ninh        | Vũ Đức Đam                    | 1963      | Hải Dương         | 17/3/2010 - 4/8/2011   | Ủy viên dự khuyết Trung ương Đảng                      |
| Quảng Trị         | Nguyễn Viết Nên               | 1949      | Quảng Trị         | 26/2/2005 - 3/2009     | [ 32 ] [ 33 ]                                          |
| Quảng Trị         | Lê Hữu Phúc                   | 1954      | Quảng Trị         | 1/4/2009 - 23/9/2015   | Ủy viên Trung ương Đảng                                |
| Sóc Trăng         | Nguyễn Thanh Bình             |           |                   | 5/5/2003 - 30/9/2007   | [ 34 ]                                                 |
| Sóc Trăng         | Võ Minh Chiến                 | 1956      | Sóc Trăng         | 3/10/2007 - 24/3/2015  | Ủy viên Trung ương Đảng                                |
| Sơn La            | Thào Xuân Sùng                | 1958      | Sơn La            | 10/2002 - 23/6/2012    |                                                        |
| Tây Ninh          | Lê Thị Bân                    | 1950      | TP Hồ Chí Minh    | 1/4/2005 - 11/9/2010   | Ủy viên Trung ương Đảng                                |
| Thái Bình         | Bùi Tiến Dũng                 | 1951      | Thái Bình         | 12/2005 - 20/10/2010   |                                                        |
| Thái Nguyên       | Nguyễn Bắc Son                | 1953      | Hà Nội            | 12/2005 - 1/10/2007    | [ 36 ]                                                 |
| Thái Nguyên       | Nguyễn Văn Vượng              | 1952      | Yên Bái           | 1/10/2007 - 23/10/2010 | [ 36 ]                                                 |
| Thanh Hóa         | Phạm Văn Tích                 | 1947      | Thanh Hóa         | 12/2005 - 5/10/2007    | [ 37 ]                                                 |
| Thanh Hóa         | Nguyễn Văn Lợi                |           |                   | 5/10/2007 - 10/2010    | [ 37 ]                                                 |
| Thừa Thiên Huế    | Hồ Xuân Mãn                   | 1949      | Thừa Thiên Huế    | 4/1/2001 - 7/9/2010    | [ 38 ]                                                 |
| Tiền Giang        | Trần Thị Kim Cúc              | 1949      | Tiền Giang        | 22/12/2005 - 29/9/2010 |                                                        |
| Trà Vinh          | Nguyễn Thái Bình              | 1954      | Trà Vinh          | 1/2001 - 4/10/2010     |                                                        |
| Tuyên Quang       | Hoàng Bình Quân               | 1959      | Thái Bình         | 1/3/2005 - 6/2009      | Ủy viên Trung ương Đảng                                |
| Tuyên Quang       | Nguyễn Sáng Vang              | 1957      | Tuyên Quang       | 20/7/2009 - 26/2/2015  |                                                        |
| Vĩnh Long         | Trương Văn Sáu (Bé Sáu)       |           |                   | 12/2005 - 10/2010      | [ 40 ]                                                 |
| Vĩnh Phúc         | Trịnh Đình Dũng               | 1956      | Vĩnh Phúc         | 6/2004 - 16/5/2010     |                                                        |
| Vĩnh Phúc         | Phạm Văn Vọng                 | 1957      | Vĩnh Phúc         | 16/5/2010 - 14/2/2015  | bị cách chức Bí thư năm 2017                           |
| Yên Bái           | Phùng Quốc Hiển               | 1958      | Phú Thọ           | 12/2005 - 8/2007       | [ 41 ]                                                 |
| Yên Bái           | Hoàng Xuân Lộc                |           |                   | 1/9/2007 - 10/2010     | [ 41 ]                                                 |